# Ferrari F399
La Ferrari F399 è una monoposto di Formula 1 che gareggiò nel 1999, la quarantacinquesima utilizzata dalla Scuderia Ferrari. I piloti erano Michael Schumacher ed Eddie Irvine, cui si aggiunse Mika Salo il quale sostituì per sei gare Schumacher dopo l'incidente occorsogli al Gran Premio di Gran Bretagna.
La F399 si dimostrò una vettura molto concreta ed affidabile: nonostante la rivale McLaren MP4/14 fosse più competitiva sul piano tecnico, riuscì a battagliare con Irvine per il titolo piloti fino all'ultima gara e, soprattutto, a conquistare il campionato costruttori, titolo che mancava alla Ferrari dal 1983.

## La vettura

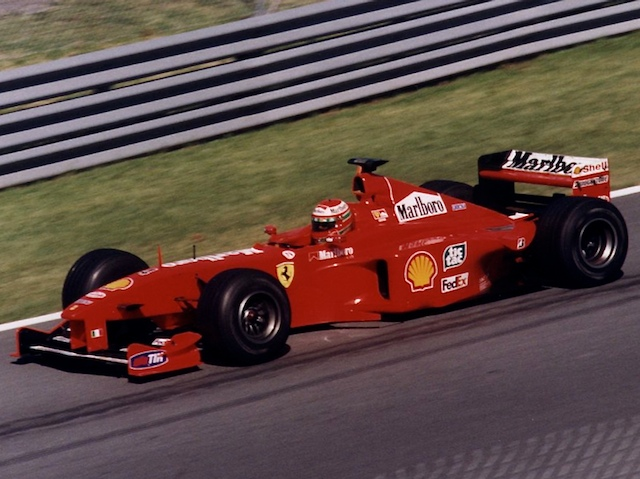
Eddie Irvine al Gran Premio del Canada 1999.

La F399 si presentava come l'evoluzione della precedente Ferrari F300 e conservava da questa monoposto il musetto, le sospensioni anteriori e gli scarichi del motore. Le modifiche riguardarono invece l'abitacolo, dove la posizione del pilota fu arretrata e furono cambiate le prese d'aria delle pance laterali.
Parzialmente rinnovato fu, invece, il cambio, che differiva dal precedente per ciò che riguarda la forma della struttura deformabile e per il distanziale. Totalmente nuova la sospensione posteriore che riprese i concetti di quella installata nella parte anteriore della F300, con gli ammortizzatori sistemati in posizione verticale a lato del cambio.
La parte che subiva il maggior numero di modifiche era invece l'aerodinamica, che si presentava molto più curata rispetto a quella della F300, in particolar modo nelle fiancate, costruite in modo da poter ottenere un buon grado di smaltimento termico. Altrettanta cura venne dedicata alla diminuzione del peso, di circa 20 chili rispetto alla monoposto precedente, in modo da poter aver a disposizione una buona quantità di zavorra da distribuire sulla vettura a seconda del tipo di circuito.
Per quanto concerne le forniture tecniche, dopo 17 anni si concluse il rapporto con la Goodyear, che al termine della stagione 1998 scelse di abbandonare la Formula 1; la Ferrari passò quindi agli pneumatici Bridgestone, che nel 1999 fu fornitore unico della categoria. Tra le sponsorizzazioni, concluso il rapporto con le gioiellerie Asprey, lo spazio sulle fiancate fu rilevato da FedEx (il cui logo comparve anche sull’alettone anteriore) e da Ferrero tramite il marchio tic tac (che era già stato sponsor personale di Michael Schumacher nel 1991); Telecom Italia decise invece di continuare a sostenere la scuderia sostituendo il proprio logotipo istituzionale con quello di TIM.

## Scheda tecnica
- Carreggiata anteriore: 1,490 m
- Carreggiata posteriore: 1,405 m
- Trazione: posteriore
- Frizione: multidisco
- Differenziale: autobloccante
- Freni: a disco autoventilanti in carbonio
- Motore: tipo 048
  - Num. cilindri e disposizione: 10 a V (80°)
  - Cilindrata: 2 997 cm³
  - Potenza: 790 CV
  - Distribuzione: pneumatica
  - Valvole: 40
  - Materiale blocco cilindri: alluminio microfuso
  - Olio: Shell
  - Alimentazione: iniezione elettronica digitale Magneti Marelli
  - Accensione: elettronica Magneti Marelli statica
- Sospensioni: indipendenti con puntone e molla di torsione anteriore e posteriore
- Cerchi: 13"

## La stagione
La prima gara disputata fu il Gran Premio d'Australia il 7 marzo del 1999.
Ha ottenuto 6 vittorie e 3 doppiette nel campionato mondiale 1999 di Formula 1 totalizzando 128 punti nel campionato costruttori, 44 conquistati da Michael Schumacher, 74 da Eddie Irvine e 10 da Mika Salo (che sostituì per 6 gran premi Schumacher, infortunato).

## Risultati completi
(Il grassetto indica le pole position, il corsivo i giri veloci)
| Anno | Vettura | Motore           | Gomme | Piloti     |   |   |     |   |   |     |   |     |     |     |     |     |     |     |   |   |  |  |  |  |  |  |  |  | Punti | Pos. |
| ---- | ------- | ---------------- | ----- | ---------- | - | - | --- | - | - | --- | - | --- | --- | --- | --- | --- | --- | --- | - | - |  |  |  |  |  |  |  |  | ----- | ---- |
| 1999 | F399    | Ferrari Tipo 048 | B     | Schumacher | 8 | 2 | 1   | 1 | 3 | Rit | 5 | Rit | INF | INF | INF | INF | INF | INF | 2 | 2 |  |  |  |  |  |  |  |  | 128   | 1º   |
| 1999 | F399    | Ferrari Tipo 048 | B     | Salo       |   |   |     |   |   |     |   |     | 9   | 2   | 12  | 7   | 3   | Rit |   |   |  |  |  |  |  |  |  |  | 128   | 1º   |
| 1999 | F399    | Ferrari Tipo 048 | B     | Irvine     | 1 | 5 | Rit | 2 | 4 | 3   | 6 | 2   | 1   | 1   | 3   | 4   | 6   | 7   | 1 | 3 |  |  |  |  |  |  |  |  | 128   | 1º   |

| Legenda | 1º posto     | 2º posto | 3º posto    | A punti         | Senza punti/Non class.  | Grassetto – Pole position Corsivo – Giro più veloce |
| Legenda | Squalificato | Ritirato | Non partito | Non qualificato | Solo prove/Terzo pilota | Grassetto – Pole position Corsivo – Giro più veloce |